# Unterreit
Unterreit là một đô thị thuộc huyện Mühldorf bang Bayern nước Đức